# Language acquisition device
Il language acquisition device (LAD) è un ipotetico dispositivo di acquisizione della lingua (nativa e straniera), un meccanismo del cervello che Noam Chomsky postula per spiegare l'innata capacità umana di apprendere le strutture sintattiche del linguaggio. Questo è un componente della teoria generativista della linguistica, che sostiene che gli esseri umani siano nati con l'istinto, o la "capacità innata", di acquisire la lingua.
Il principale punto a favore del LAD è quello della "povertà dello stimolo", il quale sostiene che a meno che i bambini abbiano una conoscenza innata significativa della grammatica, non sarebbero capaci di imparare la propria madrelingua così velocemente, considerando che hanno accesso a evidenza negativa (come, per esempio, l'uso dell'ellissi) e raramente ricevono istruzioni dirette sull'uso della loro lingua. Questo meccanismo conferisce ai bambini la capacità di ricavare la struttura sintattica e le regole della loro lingua nativa rapidamente e con precisione nonostante un input limitato fornito dal proprio ambiente circostante.
Il dispositivo è costituito da un insieme finito di dimensioni lungo le quali variano le lingue, che vengono però fissate a livelli diversi per le diverse lingue sulla base dell'esposizione effettiva a una data lingua madre. Il LAD riflette il presupposto di fondo di Chomsky che molti aspetti del linguaggio sono universali (comuni a tutte le lingue e le culture) e limitata dalla conoscenza di base innata di linguaggio chiamato "Grammatica universale". Questa considerazione teorica, di acquisizione della sintassi, è in netto contrasto con le opinioni di Burrhus Skinner, Jean Piaget e altri teorici dell'apprendimento cognitivo e sociale, i quali sottolineano il ruolo di esperienze, di conoscenze generali e di competenze, nell'acquisizione del linguaggio (v. Semantica distribuzionale).

## Critiche
Negli ultimi 50 anni, la ricerca nell'ambito delle neuroscienze e dell'acquisizione del linguaggio non è riuscita a fornire evidenze scientifiche a supporto dell'esistenza di un dispositivo di acquisizione delle lingue come descritto da Chomsky, ed alcune presunte prove proposte dallo stesso Chomsky sono state ritenute inadeguate.
Per queste ragioni, già dagli inizi del XXI secolo, la maggior parte della comunità scientifica internazionale ha iniziato a rifiutare questa ed altre teorie della grammatica universale, arrivando anche a definirla una pseudoscienza ed uno spreco di risorse. Nonostante questo, la ricerca di un LAD prosegue in molte università, sull'onda del successo ottenuto dalle teorie chomskiane tra gli anni 1960 e 1970 del secolo scorso.